# Vastag Tamás
Vastag Tamás (Veszprém, 1991. június 28. –) Fonogram-díjas magyar énekes, színész. Az X-Faktor című műsor első évada révén vált országosan ismertté. Vastag Csaba énekes öccse.

## Élete
A Vetési Albert Gimnáziumban végzett. Édesapja, Dr. Vastag Sándor egyetemi professzor, édesanyja, Szemán Márta tanítónő. Két bátyja van: Vastag Csaba és Vastag Balázs. A 2010-es X-Faktorba jelentkezett a testvérpár és az elődöntő során Tamás bejutott a középdöntőbe, majd az 50 legjobb énekes közé.  2010. december 4-én testvérével kellett párbajoznia. A végső döntést Ifj. Malek Miklós hozta meg, ez alapján Tamás búcsúzott. A 2011. őszén megjelenő Keresztes Ildikó A démon, aki bennem van című nagylemezén a Hátha lehet még c. dalban együtt énekel Ildikóval, Király L. Norberttel és Takács Nikolas-szal.
2013-ban az énekes bekerült az M1 A Dal 2013 eurovíziós nemzeti dalválasztó show elődöntőjébe, Holnaptól című dalával, mellyel a döntőben a negyedik helyen végzett. 2014-ben ismét bekerült az M1 A Dal 2014 eurovíziós nemzeti dalválasztó show elődöntőjébe, ezúttal Miss One Smile című dalával. 2014-ben szerepelt a TV2 Sztárban sztár című műsorának második évadában, ahol 5. helyen végzett, majd 2017-ben a Sztárban sztár +1 kicsi második évadában is szerepelt Varga Szabolccsal. 2017. december 6-án bejelentették, hogy a Duna eurovíziós dalválasztó műsorába, A Dal 2018-ba bejutott a Ne hagyj reményt című dala.
2021. november 1-jén megnyerte az Álarcos énekes harmadik évadát. 2016-2022 között rendszeresen szerepelt a Győri Nemzeti Színházban.

### Családja
Első fia Sándor Samu 2016. június 22-én született meg, míg a második Péter 2018. január 22-én.

## Elismerések
- Transilvanian Music Awards – az év legjobb magyar videóklipje (Őrizd az álmod c. dal) (2012)
- Fonogram díj – év dala (Őrizd az álmod c. dal) (2012)
- Szenes Iván-díj (2018)
- Az Álarcos énekes első helyezettje (2021)

## Diszkográfia
| Év   | Album                                                               | Legmagasabb helyezés                   | Minősítés |
| Év   | Album                                                               | MAHASZ Top 40 album- és válogatáslemez | Minősítés |
| ---- | ------------------------------------------------------------------- | -------------------------------------- | --------- |
| 2011 | Az első X – 10 dal az élő showból - Megjelenés: 2011. január 19.    | 7                                      |           |
| 2015 | Swingin` Around The Christmas Tree - Megjelenés: 2015. december 17. | 29                                     |           |

### Dalok
- 2011 :

1. - 3x3
2. - Őrizd az álmod
3. - Igazi társ

- 2012:

1. - Soha még

- 2013:

1. - Holnaptól (A Dal 2013 egyik döntőse)

- 2014:

1. - Állj meg világ (A Dal 2014 egyik elődöntőse)
2. - Egy biztos hely

- 2018:

1. - Ne hagyj reményt (A Dal 2018 egyik elődöntőse)

### Klipek
- 2011 – 3x3
- 2011 – Őrizd az álmod feat Vastag Csaba
- 2012 – Soha még
- 2013 – Holnaptól
- 2014 – Egy biztos hely
- 2015 – Képzeld el és megkapod
- 2016 – Egy szabad országért
- 2018 – Ne hagyj reményt
- 2021 – Harangok
- 2021 – Rajtad Gombolkodtam
- 2021 – Nem adjuk a karácsonyt feat Nánásiék
- 2023 – Nem megyek én innen sehova

### Slágerlistás dalok
| Év                  | Dal                  | Legmagasabb helyezés | Legmagasabb helyezés | Legmagasabb helyezés   | Legmagasabb helyezés | Legmagasabb helyezés | Legmagasabb helyezés         | Legmagasabb helyezés | Album |
| Év                  | Dal                  | VIVA Chart           | Class 40             | Mahasz Editors’ Choice | Mahasz Rádiós Top 40 | Mahasz Dance Top 40  | MAHASZ Single (track) Top 10 | EURO 200             | Album |
| ------------------- | -------------------- | -------------------- | -------------------- | ---------------------- | -------------------- | -------------------- | ---------------------------- | -------------------- | ----- |
| 2011                | 3x3                  | 1                    |                      |                        |                      |                      |                              |                      |       |
| 2011                | Őrizd az álmod       | 1                    | 3                    | 36                     | 31                   |                      |                              |                      |       |
| 2012                | Soha még             | 1                    | 6                    |                        | 22                   |                      |                              |                      |       |
| 2013                | Holnaptól            | 9                    |                      |                        |                      |                      |                              |                      |       |
| 2016                | Egy szabad országért |                      |                      |                        | 27                   |                      |                              |                      |       |
| 2018                | Ne hagyj reményt     |                      |                      |                        | 37                   |                      |                              |                      |       |
|                     |                      | Összesítés           |                      |                        |                      |                      |                              |                      |       |
| 1. helyezett számok | 1. helyezett számok  | 3                    |                      |                        |                      |                      |                              |                      |       |
| Top 10-be bekerült  | Top 10-be bekerült   | 4                    | 2                    |                        |                      |                      |                              |                      |       |
| Top 40-be bekerült  | Top 40-be bekerült   | 4                    | 2                    | 1                      | 4                    |                      |                              |                      |       |

## Színházi szerepei
A Színházi adattárban regisztrált bemutatóinak száma: 3.
| Darab                                                     | Szerep                         | Színház                                     | Bemutató            | Forrás |
| --------------------------------------------------------- | ------------------------------ | ------------------------------------------- | ------------------- | ------ |
| Monte Cristo grófja                                       | Dumas, a szerző                | Békéscsabai Jókai Színház                   | 2011. október 7.    | [ 8 ]  |
| SingSingSing3                                             | szereplő                       | Veszprémi Petőfi Színház                    | 2012. március 23.   | [ 9 ]  |
| Frank Sinatra: a Hang                                     | Fiatal Frank Sinatra           | Békéscsabai Jókai Színház                   | 2013. január 18.    | [ 10 ] |
| Frank Sinatra: a Hang                                     | Fiatal Frank Sinatra           | Békéscsabai Jókai Színház                   | 2013. február 25.   | [ 11 ] |
| SingSingSing2                                             | szereplő                       | Soproni Petőfi Színház                      | 2013. december 28.  | [ 12 ] |
| Evita                                                     | Che Guevara                    | Soproni Petőfi Színház                      | 2014. április 25.   | [ 13 ] |
| ...Tied a világ!                                          | szereplő                       | Játékszín                                   | 2014. július 19.    | [ 14 ] |
| Casanova Musical Night                                    | Kölyök                         | Velence                                     | 2014. augusztus 2.  | [ 15 ] |
| Grease                                                    | Sonny                          | Bánfalvy Stúdió                             | 2015. október 16.   | [ 16 ] |
| A bábjátékos                                              | Diák                           | Soproni Petőfi Színház                      | 2016. január 9.     | [ 17 ] |
| Beatles.hu                                                | szereplő                       | Győri Nemzeti Színház                       | 2016. április 23.   | [ 18 ] |
| ELVIS, OLTÁR, MIAMI, avagy 1/2 millió dollár gazdát keres | Barney Weals                   | STEFÁNIA PALOTA – HONVÉD KULTURÁLIS KÖZPONT | 2016. július 14.    | [ 19 ] |
| Diótörő és Egérkirály                                     | Diótörő, Karl                  | Békéscsabai Jókai Színház                   | 2016. november 25.  | [ 20 ] |
| Édes életek                                               | Celeb, énekes                  | Győri Nemzeti Színház                       | 2017. március 11.   | [ 21 ] |
| Aida                                                      | Ramades                        | Soproni Petőfi Színház                      | 2017. június 1.     | [ 22 ] |
| Robin Hood                                                | William                        | Országos Turné                              | 2017. október 6.    | [ 23 ] |
| Hajszál híján Hollywood                                   | Howard                         | Veres 1 Színház                             | 2017. október 27.   | [ 24 ] |
| Talpra, magyar!                                           | szereplő                       | Papp László Budapest Sportaréna             | 2018. március 15.   | [ 25 ] |
| István, a király                                          | Laborc                         | Győri Nemzeti Színház                       | 2018. április 21.   | [ 26 ] |
| Zenta, 1697                                               | Deák Pál, magyar huszárezredes | Soproni Petőfi Színház                      | 2018. szeptember 8. | [ 27 ] |
| Valahol Európában                                         | Hosszú                         | Soproni Petőfi Színház                      | 2019. július 26.    | [ 28 ] |
| Elisabeth                                                 | Rudolf                         | Győri Nemzeti Színház                       | 2019. december 14.  | [ 29 ] |

## Filmjei
- A Játékkészítő (2016)
- A mi kis falunk (2023)